# Micrasema genjiroense
Micrasema genjiroense är en nattsländeart som beskrevs av Kobayashi 1971. Micrasema genjiroense ingår i släktet Micrasema och familjen bäcknattsländor. Inga underarter finns listade i Catalogue of Life.